# Ivo Stjepčević
Don Ivo Stjepčević (16. kolovoza 1876., Gornja Lastva - 6. svibnja 1957., Kotor) je katolički svećenik, čiji je pastoral uglavnom vezan za Kotor, odnosno Boku kotorsku. Životni ga je poziv odveo u Zadar, gdje je studirao i diplomirao teologiju. U svećenički red je primljen 21. rujna 1899. godine. Nakon zaređenja vraća se u Boku i do smrti obnaša različite dužnosti u Kotorskoj biskupiji (župski pomoćnik, kaptolski vikar i druge). Umro je u Kotoru, a njegovi zemni ostatci leže u groblju u Škaljarima.

## Književna i historiografska djela
Neprocjenjiv je prinos don Iva Stjepčevića kad je riječ o općoj i crkvenoj povijesti Boke kotorske. Studiozan rad u arhivima i prilježno prevođenje starih dokumenata rezultirali su vrijednim znanstvenim uradcima, nezaobilaznim kad je riječ o proučavanju povijesti Boke kotorske.
- Voda po Kotoru, Kotor, 1926.
- Prevlaka, Zagreb, 1930.
- Lastva, Kotor, 1934.
- Kotorsko propelo, Kotor, 1934.
- Katedrala Sv. Tripuna u Kotoru, Split, 1938
- Kotor i Grbalj, Split, 1941.
- Zajedno s Ristom Kovijanićem tiskao je rad Kulturni život staroga Kotora, Cetinje, 1957.